# Notação de protocolo de segurança
Em criptografia, a notação de protocolo de (engenharia de) segurança, também conhecido como protocolo de narrações e notação de Alice e Bob, é uma maneira de expressar um protocolo de correspondência entre as entidades de um sistema dinâmico, tal como uma rede de computadores. No contexto de um modelo formal, ela permite o raciocínio sobre as propriedades de tal sistema.
A notação padrão consiste de uma série de entidades (tradicionalmente denominadas Alice, Bob, Charlie, e assim por diante) que desejam se comunicar. Eles podem ter acesso a um servidor S, chaves compartilhadas K, carimbos de data / hora T, e podem gerar nonces N para fins de autenticação.
Um exemplo simples poderia ser o seguinte:
{\displaystyle A\rightarrow B:\{X\}_{K_{A,B}}}
Isto diz que que Alice pretende enviar uma mensagem para Bob consistindo de um texto simples X criptografado com a chave compartilhada KA,B.
Outro exemplo poderia ser o seguinte:
{\displaystyle B\rightarrow A:\{N_{B}\}_{K_{A}}}
Isso indica que Bob pretende enviar uma mensagem para Alice, consistindo de um nonce NB criptografado usando a chave pública de Alice.
Uma chave com dois índices, KA,B, é uma chave simétrica compartilhada pelos dois indivíduos correspondente. Uma chave com um nico subscrito, KA, é a chave pública do individuo correspondente. Uma chave privada é representada como o inverso da chave pública.
A notação só especifica a operação, e não a sua semântica — por exemplo, a criptografia de chave privada e assinatura são representados de maneira idêntica.
É possível expressar protocolos mais complicados com essa notação. Vide Kerberos como um exemplo. Algumas fontes referem-se a esta notação, como a Notação Kerberos. Alguns autores consideram a notação utilizada por Steiner, Neuman, & Schiller como uma referência notável.
Existem vários modelos para raciocinar sobre protocolos de segurança desta forma, um dos quais é a lógica BAN.